# Guillermo Reyes
Guillermo Martín Reyes Maneiro (Mercedes, Soriano, Uruguay, 10 de julio de 1986) es un futbolista uruguayo. Se desempeña como portero en el Club Plaza Colonia de la Primera División de Uruguay.

## Estadísticas

### Clubes
Actualizado al último partido disputado el 9 de abril de 2022.
| Club:Deportivo maldonado                | Div.          | Temporada 2023 | Liga Uruguaya | Liga Uruguaya | Copas nacionales | Copas nacionales | Copas internacionales | Copas internacionales | Total:El arquero titular de deportivo maldonado | Total:El arquero titular de deportivo maldonado |
| Club:Deportivo maldonado                | Div.          | Temporada 2023 | Part.         | Goles         | Part.            | Goles            | Part.                 | Goles                 | Part.                                           | Goles                                           |
| --------------------------------------- | ------------- | -------------- | ------------- | ------------- | ---------------- | ---------------- | --------------------- | --------------------- | ----------------------------------------------- | ----------------------------------------------- |
| C. A. Rentistas · Uruguay               | 1.ª           | 2011-12        | 28            | 0             | ―                | ―                | ―                     | ―                     | 28                                              | 0                                               |
| C. A. Rentistas · Uruguay               | 2.ª           | 2012-13        | 25            | 0             | —                | —                | —                     | —                     | 25                                              | 0                                               |
| C. A. Rentistas · Uruguay               | 1.ª           | 2013-14        | 28            | 0             | —                | —                | —                     | —                     | 28                                              | 0                                               |
| C. D. Huachipato · Chile                | 1.ª           | 2013-14        | —             | —             | —                | —                | 0                     | 0                     | 0                                               | 0                                               |
| C. D. Huachipato · Chile                | 1.ª           | 2014-15        | 19            | 0             | 1                | 0                | —                     | —                     | 20                                              | 0                                               |
| C. D. Huachipato · Chile                | Total club    | Total club     | 19            | 0             | 1                | 0                | 0                     | 0                     | 20                                              | 0                                               |
| Club Atlético Rentistas · Uruguay       | 1.ª           | 2015-16        | 30            | 0             | —                | —                | —                     | —                     | 30                                              | 0                                               |
| Club Atlético Rentistas · Uruguay       | Total club    | Total club     | 111           | 0             | 0                | 0                | 0                     | 0                     | 111                                             | 0                                               |
| Defensor S. C. · Uruguay                | 1.ª           | 2015-16        | 12            | 0             | —                | —                | ―                     | ―                     | 12                                              | 0                                               |
| Defensor S. C. · Uruguay                | 1.ª           | 2016-17        | 37            | 0             | —                | —                | 2                     | 0                     | 39                                              | 0                                               |
| Defensor S. C. · Uruguay                | 1.ª           | 2017-18        | 26            | 0             | —                | —                | 6                     | 0                     | 32                                              | 0                                               |
| Defensor S. C. · Uruguay                | Total club    | Total club     | 75            | 0             | 0                | 0                | 8                     | 0                     | 82                                              | 0                                               |
| C. D. Universidad de Concepción · Chile | 1.ª           | 2019-20        | 34            | 0             | —                | —                | —                     | —                     | 34                                              | 0                                               |
| C. D. Universidad de Concepción · Chile | 2.ª           | 2020-21        | 30            | 0             | 0                | 0                | —                     | —                     | 30                                              | 0                                               |
| C. D. Universidad de Concepción · Chile | Total club    | Total club     | 64            | 0             | 0                | 0                | 0                     | 0                     | 64                                              | 0                                               |
| C. D. Maldonado · Uruguay               | 1.ª           | 2021-22        | 36            | 0             | —                | —                | —                     | —                     | 36                                              | 0                                               |
| C. D. Maldonado · Uruguay               | 1.ª           | 2022-23        | —             | —             | 0                | 0                | —                     | —                     | 0                                               | 0                                               |
| C. D. Maldonado · Uruguay               | Total club    | Total club     | 36            | 0             | 0                | 0                | 0                     | 0                     | 36                                              | 0                                               |
| Total carrera                           | Total carrera | Total carrera  | 305           | 0             | 1                | 8                | 0                     | 0                     | 314                                             | 0                                               |

## Palmarés

### Campeonatos nacionales
| Título                      | Club                    | País    | Año     |
| --------------------------- | ----------------------- | ------- | ------- |
| Campeonato Uruguayo         | Danubio                 | Uruguay | 2006-07 |
| Segunda División de Uruguay | Club Atlético Rentistas | Uruguay | 2010-11 |
| Torneo Apertura             | Defensor Sporting       | Uruguay | 2017    |